# Степное (Ставропольский край)
Степно́е (до 1899 года — Новый Бурукшун) — село, административный центр Степновского района (муниципального округа) Ставропольского края России.

## Варианты названия
- Новый Бурукшун[5][6],
- Новый-Бурукшун[7],
- Новобурукшунское[8][9],
- Степное (Ново-Бурукшунское)[10],
- Степной[11].

## География
Расположено в пределах Терско-Кумской низменности, на реке Сухая Падина. Высота над уровнем моря — 138 м. Протяжённость границ села — 6,5 км с севера на юг и 3,2 км с запада на восток. Расстояние до краевого центра — 316 км, до ближайшей железнодорожной станции — 71 км.
На территории Степного находится безымянный пруд, в который впадает Комсомольский канал, отделяющийся от Сухопадинского канала.

## История
Основано в 1887 году на казённой земле переселенцами из России («из малоросских губерний»).
До 16 марта 2020 года село было административным центром упразднённого Степновского сельсовета.

## Население
| 1897  | 1903  | 1908  | 1939  | 1979  | 1989  | 2002  |
| ----- | ----- | ----- | ----- | ----- | ----- | ----- |
| 3511  | ↗4126 | ↗6014 | ↘5954 | ↘4320 | ↗5148 | ↗5951 |
| 2010  | 2014  | 2021  |       |       |       |       |
| ↘5611 | ↘5600 | ↗5649 |       |       |       |       |

Гендерный состав
По итогам переписи населения 2010 года проживали 2602 мужчины (46,37 %) и 3009 женщин (53,63 %).
Национальный состав
По данным переписи 2002 года, в национальной структуре населения преобладают русские (77 %).
По итогам переписи населения 2010 года проживали следующие национальности (национальности менее 1 %, см. в сноске к строке «Другие»):
| Национальность | Численность | Процент |
| -------------- | ----------- | ------- |
| Русские        | 4293        | 76,51   |
| Даргинцы       | 460         | 8,20    |
| Армяне         | 148         | 2,64    |
| Аварцы         | 109         | 1,94    |
| Осетины        | 80          | 1,43    |
| Табасараны     | 79          | 1,41    |
| Лезгины        | 76          | 1,35    |
| Ногайцы        | 72          | 1,28    |
| Другие         | 294         | 5,24    |
| Итого          | 5611        | 100,00  |

## Инфраструктура
- Дом культуры[27]
- Культурно-досуговый центр[28]
- Межпоселенческая центральная районная библиотека[29]. Открыта 27 мая 1935 года[30]
- Центральная районная больница[31]
- Районный спортивный комплекс[32]
- Централизованное водоснабжение с сентября 2012 года[33]
- Предприятие «Степновскрайгаз». Образовано 4 сентября 2001 года[34]
- Аграрно-техническая фирма «Степновская». Открыта 21 апреля 1972 года как районное объединение «Сельхозтехника»[35]

## Образование
- Детский сад № 1 «Одуванчик»[36]. Открыт 15 мая 1979 года[37]
- Детский сад № 12 «Берёзка»[38]. Открыт 10 февраля 1956 года[34]
- Средняя школа № 1 имени Героя Советского Союза П. И. Николаенко[39]
- Средняя общеобразовательная школа № 14[40]
- Детская музыкальная школа. Открыта 1 июля 1972 года[41]
- Детско-юношеская спортивная школа[42]
- Центр внешкольной работы и молодёжной политики[43]. Открыт 1 августа 1955 года как районный Дом пионеров[30]

## Русская православная церковь
- Храм Рождества Пресвятой Богородицы[44]

## Памятники
- Братская могила 27 красных партизан, погибших в годы гражданской войны. 1918—1920, 1938 годы[45]
- Братская могила 25 советских воинов, погибших при освобождении села от фашистских захватчиков. 1943, 1948 годы[46]
- Памятник воинам, погибшим в Великую Отечественную войну[47]

## Кладбища
В селе 2 кладбища: общественное открытое и общественное закрытое.

## Люди, связанные с селом
Герои Социалистического Труда: 
- комбайнёр колхоза «Степной» Тимофей Кузьмич Коломиец;
- звеньевой колхоза «Степной» Александр Михайлович Костюк;
- комбайнёр колхоза «Степной» Пётр Фёдорович Гладков.